# St. Maria (Buchenbach)

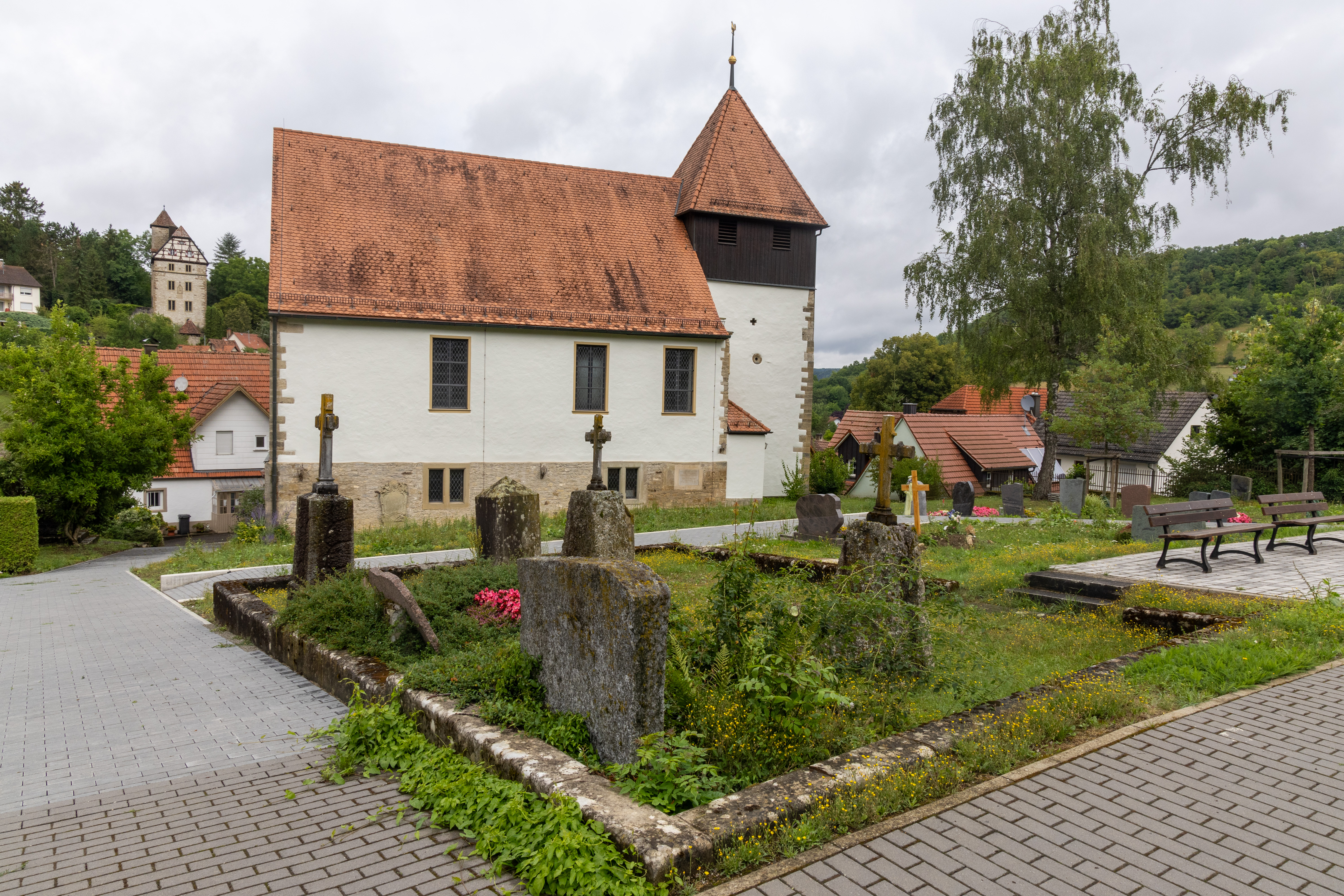
St. Maria in Buchenbach

Die Pfarrkirche St. Maria steht in Buchenbach, einem Gemeindeteil der Gemeinde Mulfingen im Hohenlohekreis von Baden-Württemberg. Das Bauwerk ist beim Landesamt für Denkmalpflege Baden-Württemberg als Baudenkmal eingetragen. Die Kirche gehört zum Kirchenbezirk Künzelsau der Evangelischen Landeskirche in Württemberg.

## Beschreibung
Der Chorturm der Saalkirche reicht bis ins 13. Jahrhundert zurück. An ihn wurde 1695 das Langhaus nach Westen angebaut. Dem Chorturm wurde später ein Glockengeschoss aus Holzfachwerk aufgesetzt, das neben dem Glockenstuhl mit drei Kirchenglocken auch die Turmuhr beherbergt, und mit einem Pyramidendach bedeckt. Im Innenraum des Chors, also im Erdgeschoss des Chorturms, wurde 1954 ein Werkzyklus aus dem 13. Jahrhundert freigelegt, in dem Jesus Christus von einer Mandorla umrahmt dargestellt wurde. Zur Kirchenausstattung gehören ein um 1670 errichteter Altar mit einer Kreuzigungsgruppe und eine Kanzel, die Johann Eberhard Sommer 1697 gebaut hat.